# 阿達莫夫卡區

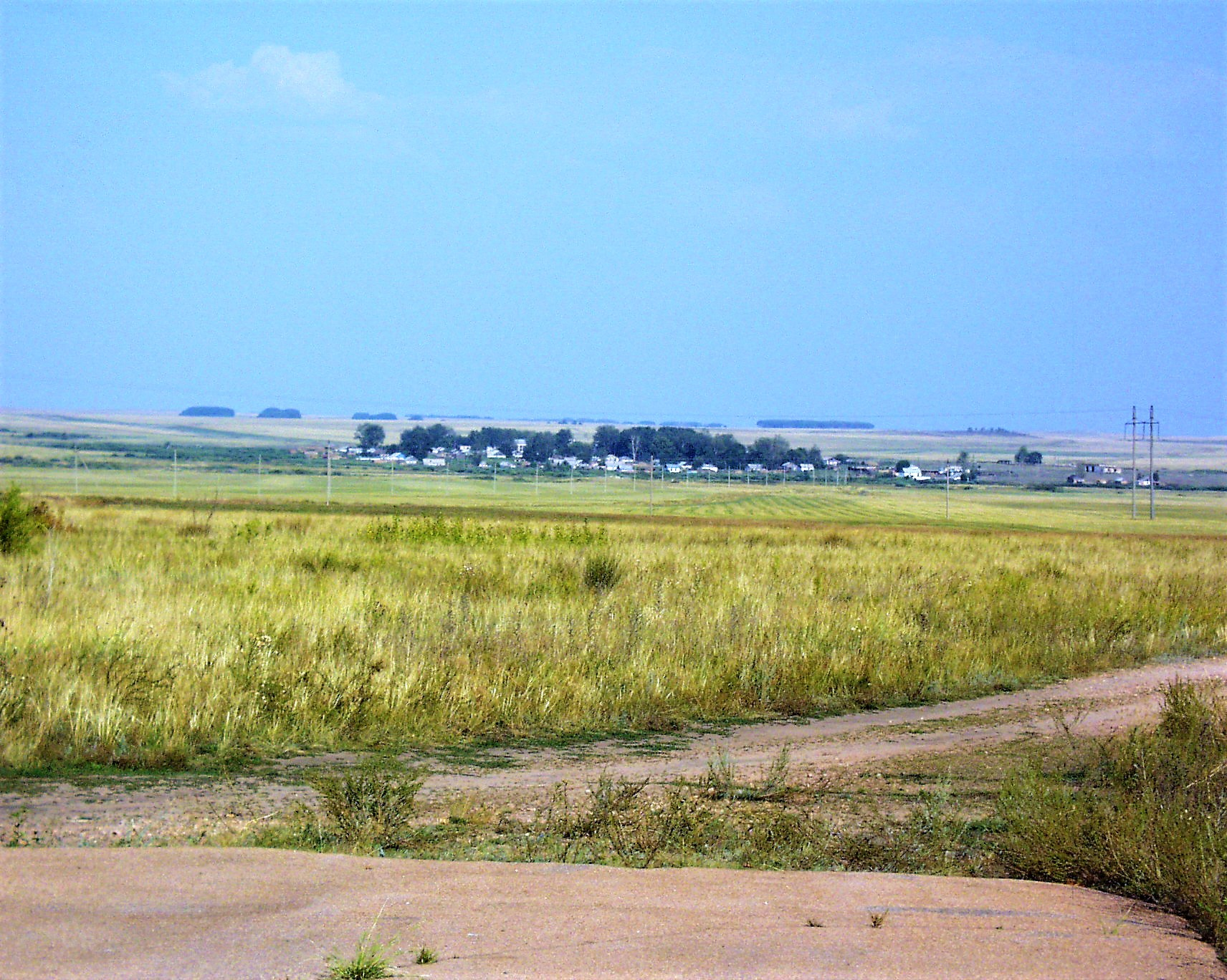

51°30′58″N 59°56′12″E / 51.51611°N 59.93667°E
阿達莫夫卡區（俄语：Адамовский район），是俄羅斯的一個區，位於該國西南部，由奧倫堡州負責管轄，面積6,500平方公里，2010年人口26,079，人口密度每平方公里4.01人。